# Lejda
Lejda (niderl. Leiden) – miasto w zachodniej Holandii, w prowincji Holandia Południowa u wybrzeża Morza Północnego. Należy do najstarszych miast niderlandzkich. Jest miejscem urodzenia malarza Rembrandta. Prawa miejskie otrzymało w 1266. Jest jednym z głównych ośrodków handlowych Holandii; handel kwiatami, przemysł maszynowy, kosmetyczny, poligraficzny oraz włókienniczy.
W Lejdzie mieści się najstarszy holenderski uniwersytet, założony w 1575 roku, w którym wynaleziono kondensator – butelkę lejdejską. Mieszczą się tu również ważne instytucje naukowo-badawcze i towarzystwa naukowe: Biblioteka Uniwersytecka (założona w 1575), Biblioteka Literatury Niderlandzkiej (1766), obserwatorium astronomiczne w Lejdzie.
W mieście znajdują się stacje kolejowe Leiden Centraal, Leiden Lammenschans i De Vink.

## Najważniejsze zabytki
- Twierdza Burcht
- Ratusz
- Kościoły: Pieterskerk, Hooglandse Kerk
- Dom wagi

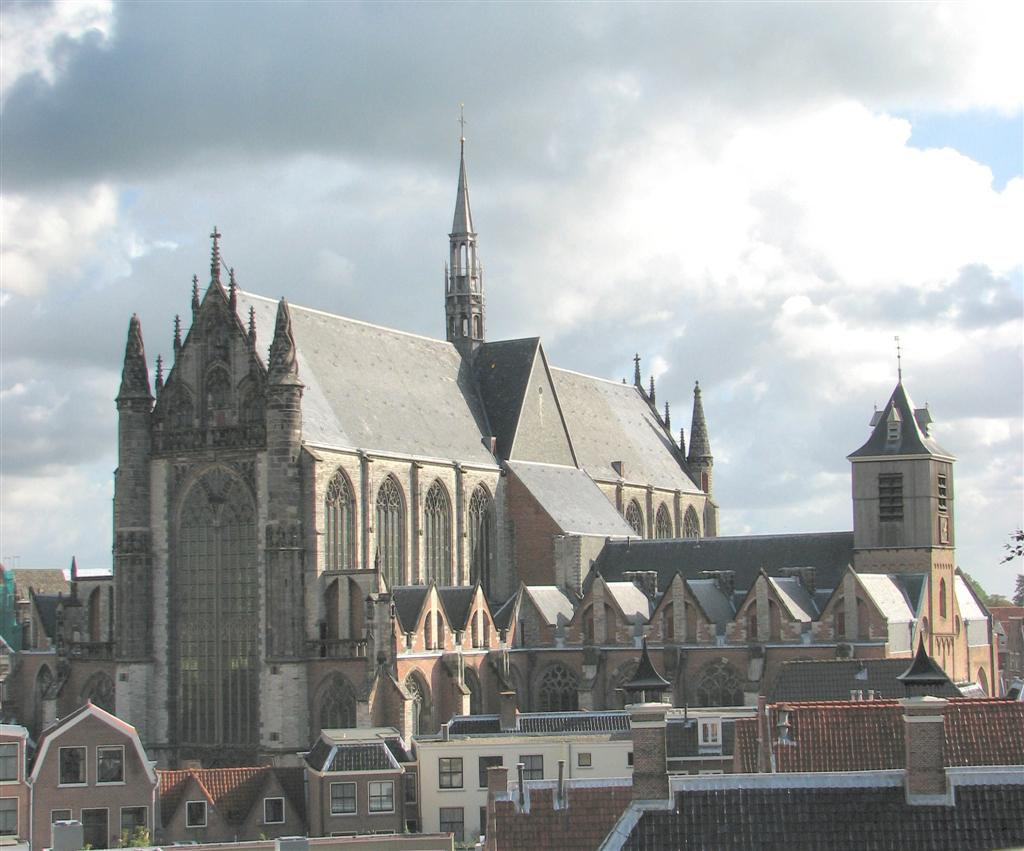
Hooglandse Kerk
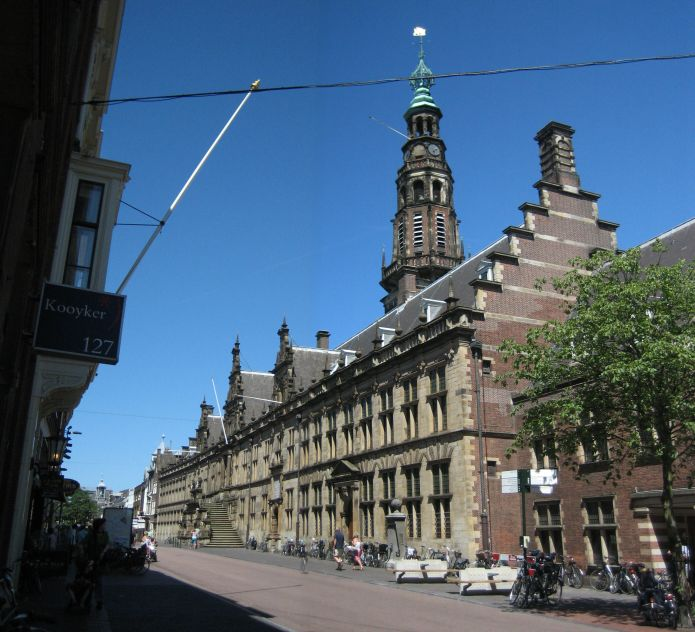
Ratusz
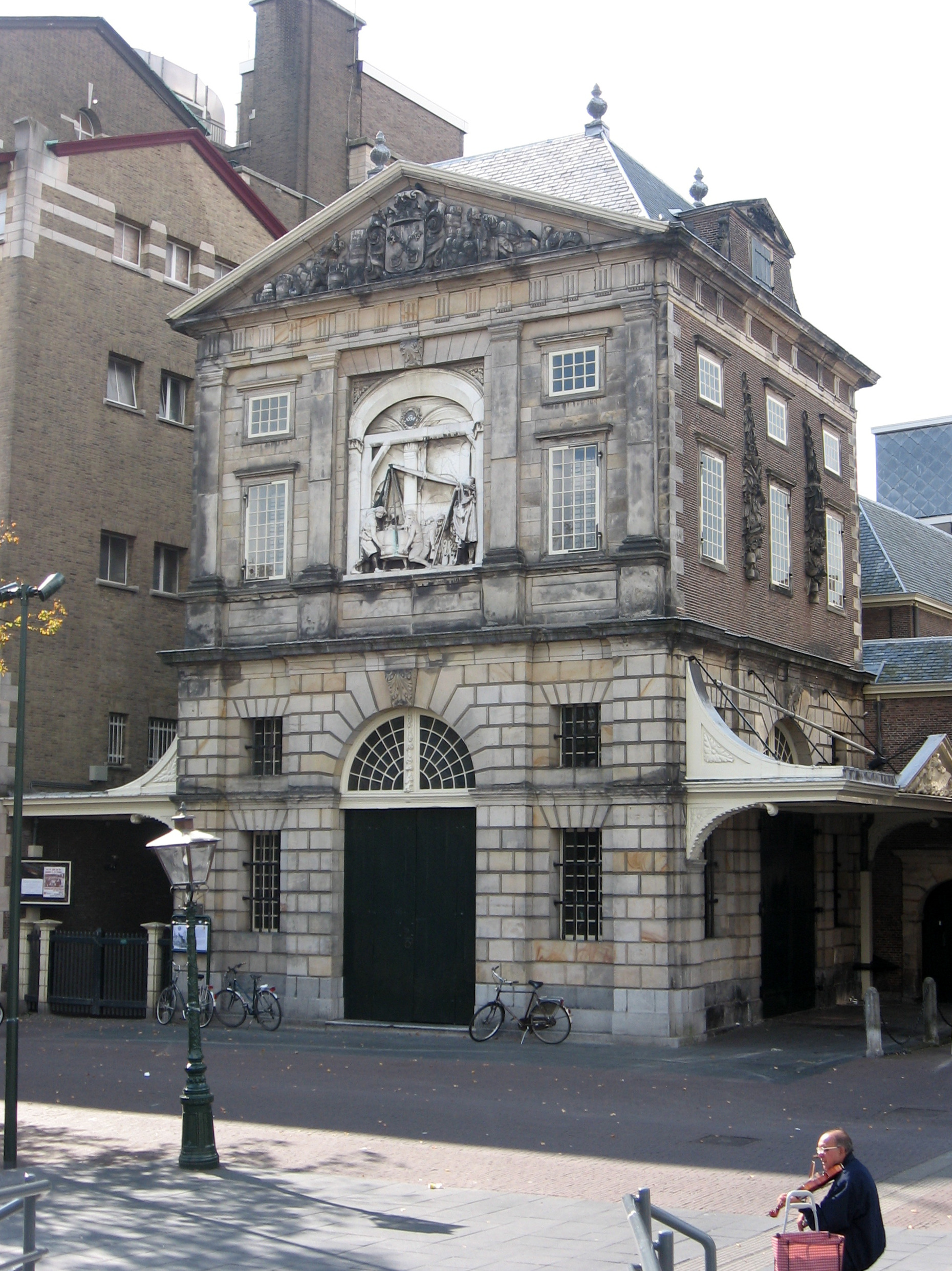
Dom wagi
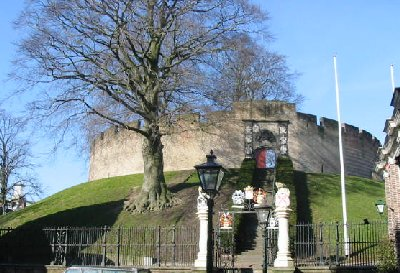
Twierdza Burcht

## Miasta partnerskie
- Buffalo City, Republika Południowej Afryki
- Juigalpa, Nikaragua
- Krefeld, Niemcy
- Oksford, Wielka Brytania
- Toruń, Polska